# Strossmayerjeva ulica (Maribor)

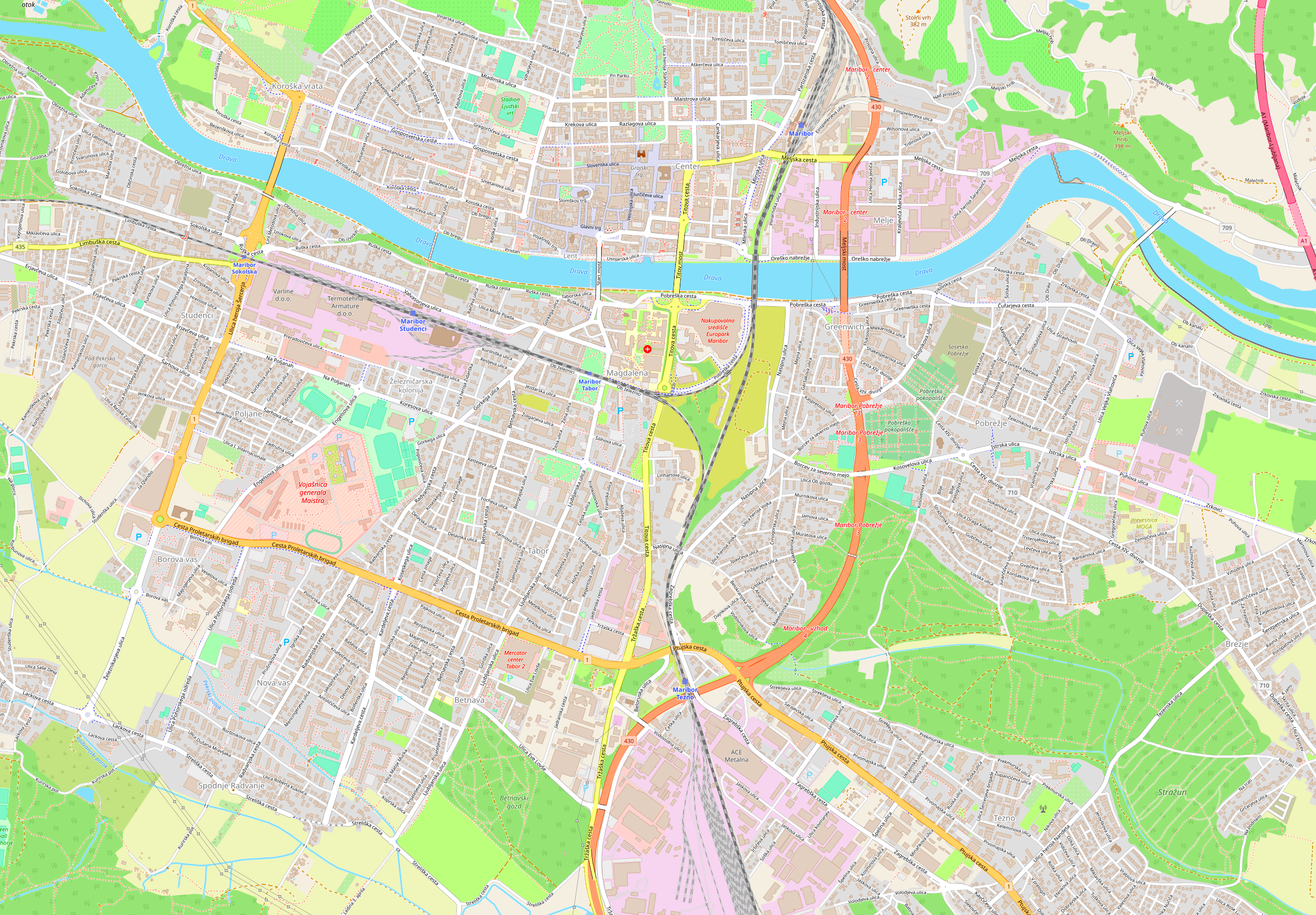

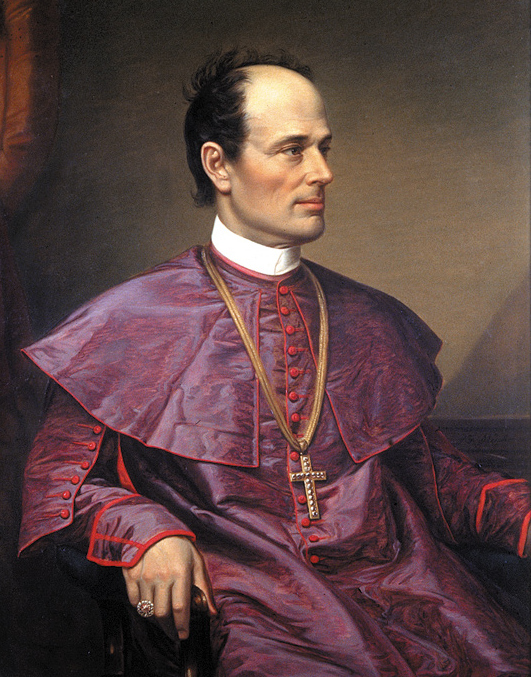
Bischof Strossmayer (Gemälde von Josip Franjo Mücke, 1871)

Strossmayerjeva ulica (Strossmayer-Gasse) ist der Name einer Straße am östlichen Rand der Altstadt von Maribor, Slowenien. Sie ist benannt nach dem kroatischen Bischof Josip Juraj Strossmayer.

## Geschichte
Die Straße folgt dem Verlauf der westlichen Stadtbefestigung von Marburg. Nach der Schleifung in der ersten Hälfte des 19. Jahrhunderts wurde die Straße, die die Kärntner Vorstadt von der Altstadt trennte, zunächst in Alleestraße, im Jahr 1869 in  Schmiderergasse umbenannt, nach Josef Schmiderer, einem Gutsbesitzer aus Maribor. 1919 erhielt sie den heutigen Namen.

## Lage
Die Straße verläuft von der Kamniška ulica im Südwesten des Stadtparks nach Süden bis zur Koroška cesta. 

## Abzweigende Straßen
Die Strossmayerjeva ulica berührt folgende Straßen (von Nord nach Süd): Mladisnka ulica, Grekova ulica, Gregorčičeva ulica, Gosposvetska cesta und Slovenska ulica, Smetanova ulica und Orožnova ulica.

## Bauwerke und Einrichtungen
- Stadion Ljudski vrt
- Marienkapelle, Strossmayerjeva 17[6]
- Gedenkstätte Georgsturm, Strossmayerjeva 26[7]
- Kunstgalerie Maribor, Museum für moderne Kunst, Strossmayerjeva 6